# Below the Mists, Above the Brambles
Below the Mists, Above the Brambles  è il primo album del gruppo musicale Materdea. I testi e le musiche sono di Simon Papa e di Marco Strega, quest'ultimo si è occupato di tutti gli arrangiamenti. L'album è stato pubblicato in co-produzione con l'etichetta Capogiro records di Torino. Contiene 11 brani di rock celtico e sul brano "Another Trip to Skye" appare l'organettista John Whelan.

## Tracce
1. Below the Mists, Above the Brambles - 5:52
2. Fairy of the Moor - 4:50
3. Another Trip to Skye - 6:14
4. An Elder Flute - 6:20
5. Mater Dea - 6:19
6. he Mummers' Dance - 6:10
7. In the Storyteller's Wardrobe - 6:23
8. The Silvery Leaf 4:49
9. Breath of the Ocean 2:05
10. The Enchanted Oak 4:58
11. Mater Dea (Acoustic Version) 3:27

## Formazione
- Marco Strega - chitarre, voce, programmazione, tastiere e basso
- Simon Papa - voci e percussioni
- Francesca Pollano - violino
- John Whelan - organetto diatonico